# Змај Јовина улица (Сомбор)
| Змај Јовина     | Змај Јовина                                    |
| --------------- | ---------------------------------------------- |
|                 |                                                |
| Почетак         | Трг Светог Тројства                            |
| Крај            | Трг Републике и Венац војводе Радпмира Путника |
| Дужина          | 130 m                                          |
| Ширина          | 8 до 9 m                                       |
| Створена        |                                                |
| Названа         |                                                |
| Стари називи    | Елефант улица, Поштанска                       |
|                 |                                                |
|                 |                                                |
| Поглед на улицу |                                                |

Улица Змај Јовина једна је од најстаријих градских улица Сомбору. Протеже се правцем који повезује Трг Светог Тројства и Трг Репулике и Венац Војводе Радомира Путника. У њој се и данас налазе многи значајни објекти.

## Име улице
Улица је некада носила назив по чувеној гостионици "Елефант" која се налазила на њеном углу.
Пошто се у улици налазио поштанско-телеграски уред седамдесетих година 19. века улица добија назив Поштанска. 
Пред Први светски рат улица је названа именом Вароши Ђуле, калочко-бачког надбискупа, који је био рођен у Сомбору.
После Првог светског рата, од 1919. године,  ова улица названа је именом српског песника Јована Јовановића Змаја (Нови Сад, 6. децембар 1833 — Сремска Каменица, 14. јун 1904), како се и данас зове.

## Улица кроз историју
Улица је у потпуности била поплочана ситном коцком, односно ломљњним каменом 1874. године. 
Детаљна реконструкција улице урађена је крајем 20. века (1996), од када је Улица Змај Јовина постала пешачка зона.

## Суседне улице
- Трг Светог Тројства
- Трг цара Лазара
- Трг Републике
- Венац војводе Радомира Путника

## Улицом Змај Јовином

### Грашалковићева палата
На углу улица Змај Јовине и Трга цара Лазара налази се Грашалковићева палата. Она заузима знатан део десне стране улице.
Грашалковићева палата је име добила по грофу Антону Грашалковићу (1693-1771), управнику краљевских коморских добара, властелину Баје и најзначајнијем високом царском чиновнику Сомбора.
Грашалковићева палата је 24. јула 1750. године  добила камен темељац и тада је започета изградња монументалне наменске спратне палате за администрацију, која је завршена 1763. године.
Дугачко бочно (лево) крило у Змај Јовиној улици дозидано 1891. године,  када је комплетна фасада добила нови усаглашен украс. 
Као културно добро од великог значаја, стављена је под заштиту Закона о заштити споменика културе.

### Галерија "Милана Коњовића"
Са леве стране улице, на њеном самом почетку је бочна страна Галерије "Милана Коњовића" која се са својом предњом страном налази на Тргу Светог Тројства.
Галерија „Милан Коњовић“ у Сомбору је отворена 10. септембра 1966. године збирком од 500 одабраних радова Милана Коњовића, које је велики уметник свом родном граду Сомбору поклонио уз гесло:
```
„Слике ове, миљенице моје, са љубављу дарујем родном граду, оне једино њему и припадају.“
```

Зграда у којој је смештен легат је саграђена на темељима здања у којем је Фердинанд Планк 1766. године отворио прву апотеку у граду, у стилу бидермајера, а касније је за потребе фармације, 1838. године реновирао Емил Гале. Обимна реконструкција за галерију изведена је после 1961. године.
Основа објекта је правоугаона, једноставне архитектонске концепције, фасаде у стилу бидермајера, која је плитко разуђена с вертикалном и хоризонталном поделом. У изгледу на све четири стране строго је симетрична и по томе је карактеристична. Централни део зида, ризалит према тргу је извучен у односу на бочне фасадне равни, чиме је наглашен улаз у зграду. 
Друга већа реконструкција ентеријера приземља за депо слика и дела подрума за библиотеку и архиву изведена је 2011-2012, према пројекту архитекте Симе Јанчића. Површина изложбених просторија приземља и спрата износи око 240 m². 
Пројекат постамента бисте урадио је сомборски архитекта Мирко Ившић. На бочном зиду зграде, код бисте откривена и бронзана плоча, са натписом захвалности уметника : „Слике ове миљенице моје са љубављу дарујем родноме граду, оне једино њему припадају".
Збирка Галерије данас броји 1.084 одабрана дела Милана Коњовића и пружа пресек кроз читав стваралачки век славног сликара, а дела се презентују у виду ретроспективних изложби и повремених тематских изложби.
Објекат је као културно добро од великог значаја под заштитом.

### Антикварница књига
На левој страни улице на броју 3 налази се једина Антикварница књига у Сомбору.

### Фијакер-плац
Улица  излази на Трг Републике и централни градски Фијакер-плац.
Фијакер је препознатљив и опеван симбол Сомбора. 
Крајем 20. века, последњи сомборски фијакери са градских улица, осим једног, намењеног туристима, су пресељени у сећања, каскајући још само кроз песме и приче о старом Сомбору.
Улицама града још се може провозати у фијакеру који има своје место, свој плац где дочекује путнике, туристе, који  на тај начин желе проћи сомборским улицама.

### Трг уметности
После Другог светског рата улица је добила, са леве стране, омањи парк иза некадашње Тунерове куће (Данас Галерија "Милана Коњовића").
Године 1996. када је урађена детаљна реконструкција, уређен је и паркић иза Галерије“Милан Коњовић” и чини Трг уметности.

#### Бисте сомборских уметника
- На Тргу уметности  се налази споменик прослављеном диригенту Силвестеру Хајналу. Бронзана биста рад је вајара Саве Халугина из Суботице, а иницијативу за подизање спомен обележја покренули су, крајем 2005, Силвестерови певачи и поштоваоци, потом је формиран Одбор за подизање спомен обележја, који је ову идеју спровео у дело у сарадњи са УГ "Мој Сомбор". Силвестер Хајнал, у оквиру Сомборског певачког друштва, основао је 1985. Мешовити омладински хор "Јувентус Кантат".[6]
- Овде је поводом стогодишњице рођења великог уметника, Милана Коњовића 20. октобра 1998, откривена бронзана биста на углу зграде према Гимназији, дело руске скулпторке Олге Соловљев, урађена 1953. године.[7]

### Чесма
На почетку леве стране улице 1992. године подигнута је чесма начињена од камена, са грбом Сомбора, из чије капије на грбу, симболично, тече вода.

### Далматински подрум
На средини леве стране улице на броју 3 налази се, већ деценијама једна од најпознатијих и најомиљенијих сомборских кафана, “Далматински подрум”, која са овим именом постоји од 1961. године.

### Пешачка зона
Улица Знмај Јовина је пешачка зона од и за разлику од многих улица у центру града, ова улица је отелењена. У улици је посађена специфична дрвна врста – пирамидални граб.

## Галерија
- Биста Силвестеру Хајналу
- Поглед на улицу
- Фијакер - плац
- Трг Републике
- Антикварница књига
- Галерија "Милана Коњовића"
- Грашалковићева палата
- Паркић - Трг уметости